# Аммавару

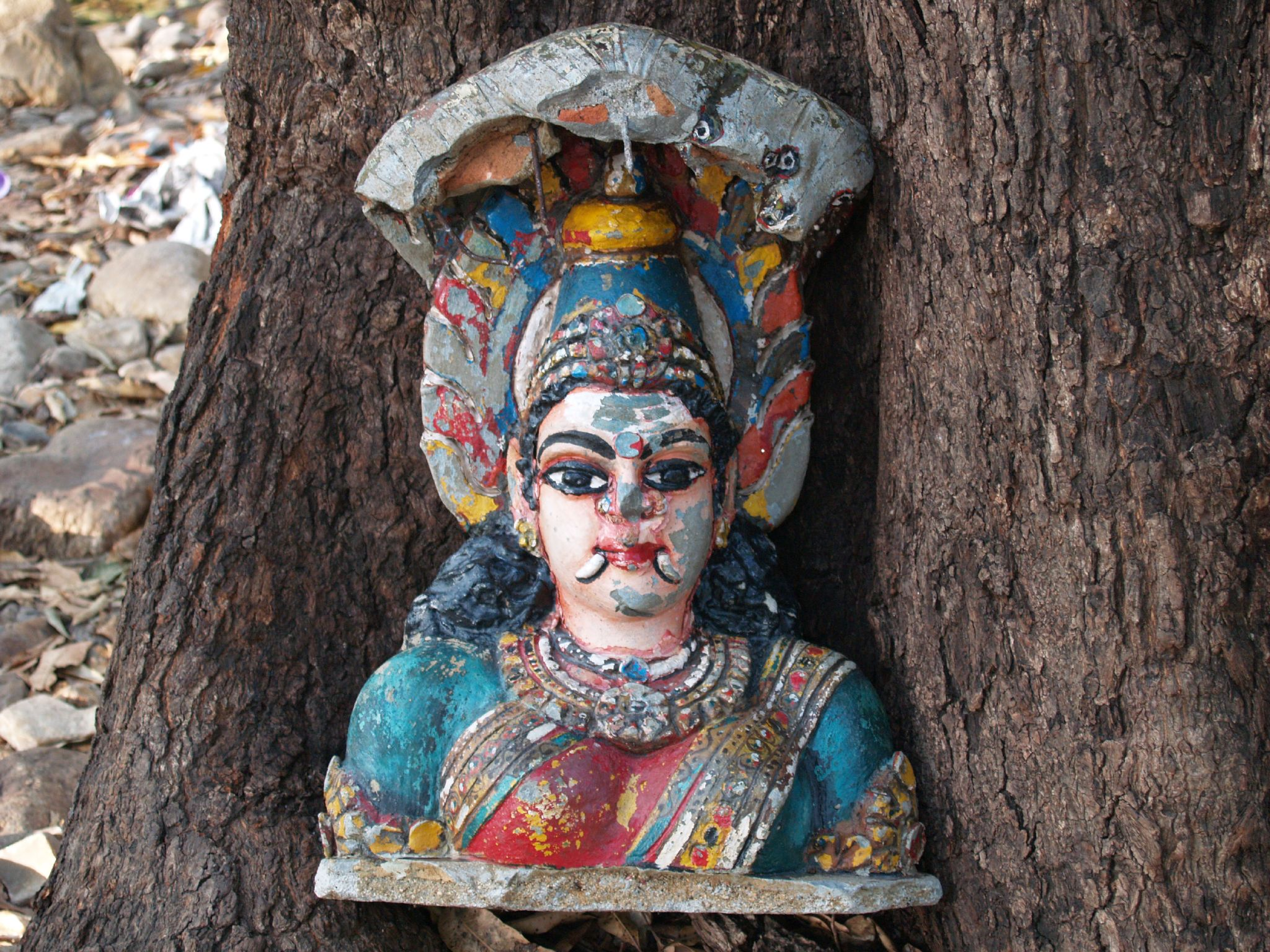

Аммавару (канн. ಅಮ್ಮಾವರು), — женское божество индуистской мифологии, богиня, которая породила яйцо, из которого вылупились Брахма, Шива и Вишну. Этимология имени восходит к слову «Амма», означающему «мать». В то же время другие мифы индуизма преподносят бога Шиву вечным, к нему неприменимы понятия «рождение» и «смерть», это относится также и к богу Вишну.
Ритуал поклонения богине Аммавару существует в некоторых областях южной Индии и проводится ежегодно женщинами. Металлический горшок, наполненный рисом, символизирующий тело богини, одевается в традиционную сари. В устье горшка вставляется окрашенный кокос, символизирующий голову, ему пририсовывают глаза, уши, нос и богини.